# Дегенерація (психіатрія)
Дегенерація (від лат. degenerare — вироджуватися, перероджуватися) або ж виродження — наукова теорія кінця XIX — початку XX століть в психіатрії. У вузькому сенсі під дегенерацією розуміли психічні відхилення, обумовлені несприятливими спадковими факторами. У виникненні дегенерації велике значення надавалося спорідненим шлюбам; як типовий приклад цього зазвичай наводилося генеалогічне дерево Габсбургів.
Теорія виродження справила значний вплив не лише на психіатрію, але й на медицину в цілому, а саме уявлення про виродження набуло широкого розповсюдження в науці та культурі. Фактично з'явився архетип виродження, який до певної міри зберігається в західній культурі й досі. Саме з тих часів дійшла лайка — дегенерат. З теорії дегенерації випливають і поширені й досі уявлення про надзвичайну шкідливість близькоспоріднених шлюбів, в той час як сучасна генетика говорить не про шкідливість саму по собі, а лише про збільшення ймовірності прояву певних генетично зумовлених явищ.
Хоч, на перший погляд, теорію дегенерації дуже легко довести, але усі спроби перевірити її на практиці та проаналізувати дані які наводилися на її підтримку призводять до висновків про її слабку обґрунтованість. Окрім того, вона суперечить сучасним уявленням про генетику. Тож зараз теорія науковцями розглядається виключно в історичному контексті й не вважається в наш час[коли?] науковою.

## Історія
Концепцію дегенерації висунув B.Morel. По суті Морель запропонував своєрідну схему виродження або занепаду спадковості в низхідних поколіннях, дегенеративної сім'ї за його термінологією. У першому поколінні в таких сім'ях відзначається нервовий темперамент, моральна неспроможність, різного роду надмірності: сексуальні, алкогольні, інтелектуальні та ін., у другому поколінні реєструється схильність до апоплектичних припадків, важких неврозів і алкоголізму. У третьому поколінні мова вже йде про психічні розлади, самогубства, розумової неспроможності. І, нарешті, в четвертому поколінні відзначається вроджене слабоумство, затримки розвитку, каліцтва, розумова неспроможність, безпліддя.
Дегенерація описує групу психічних хвороб чисто спадкових, обумовлених виродженням (нім. degenerative Geistesstoerungen). У межах такої групи — яку складає більшість душевних хвороб — успадковується не якась певна форма розладу, а лише загальна схильність. Спадковість носить не одноманітно-постійний, а «трансформований» характер. Цим пояснюється «поліморфізм» картин хвороби в межах однієї й тієї ж родини. Відповідно до цієї теорії, йдеться не про спадкування хвороб, а про виродження. У міру зміни поколінь ступінь тяжкості захворювань зростає, що зрештою призводить до повного згасання цілих сімей. Морель висунув знамениту формулу про чотири покоління: у першому ми виявляємо нервовий темперамент і низький рівень морального розвитку, у другому — важкі неврози та алкоголізм, у третьому — психози та самогубства, у четвертому — ідіотію, каліцтва і нежиттєздатність.
Психічні ознаки дегенерації найбільш чітко онтогенетично були сформульовані V. Magnan та M. Legran. Вони виділяли схильність до туберкульозу, рахіту; пізніше і неправильне прорізування зубів; утруднення в ходьбі та в становленні координації рухів; повільний розвиток мови, ехолалія, заїкання, шепелявість, аграматизм, ослаблення перцепції; гострі гарячкові стани з конвульсіями; несподівані реакції при незначних хворобах; аномалію характеру і морального почуття; нав'язливі стани та вразливість; онанізм і полюції. Період навчання характеризується малопродуктивним і нерівномірним розвитком здібностей. У зрілості спостерігається неспроможність у різних аспектах життєдіяльності. У момент зіткнення з життям чим сильніше виражена схильність, тим менше потрібно випадкових причин для запуску хвороби або різних дивацтв: аскетизму, безглуздих винаходів, жалюгідних утопій, фанатичного боговірування тощо. У «менструальну епоху» виявляються імпульсивні прагнення, нав'язливості, статеві збочення, схильність до ексцесів або статева індиферентність. Відзначається також неможливість протистояти ударам долі, чутливість до кліматичного фактора, атмосферних коливань, ґрунтовим впливам. Особливу увагу Маньян приділив опису так званих «дегенератів вищого порядку». Центральною рисою цієї групи виродків, на його думку, є неврівноваженість, а також контраст між природною силою, здібностями й невмінням ними користуватися. У цих осіб глибина розуміння згладжується ницістю дії. Співвідношення психогенні або екзогенні та ґрунту, схильності в плані етіологічних і патогенетичних переваг особливо гостро представив Ch.Fere.

## Кримінологія
Ідея дегенерації справила свій вплив і на криміналістику. Перший науковець-криміналіст Чезаре Ломброзо, який працював у 1880-і роки, проводив дослідження в області патологічної анатомії і вважав, що виявив доказ дегенерації, вивчаючи трупи злочинців. Після завершення розтину вбивці Віллели (Villela) він виявив, що зубці в місці де хребет зустрічається з шиєю, є ознакою дегенерації та схильності до злочинної діяльності. Кримінологія Ломброзо підтримує теорію дегенерації, за якою людський вид може перетворюватися на злочинний клас. Ломброзо був переконаний, що він знайшов ключ до дегенерації. Він вважав, що череп і обличчя є ключами до генетичної криміналістики, які можна виміряти краніометрами і каліперами.
На думку Ламброзо, якщо кримінальність була успадкована, народженого злочинцем можна відрізнити за спадковою стигмою:
- великі щелепи, виступ щелепи уперед, низьке чоло
- високі вилиці, сплющений або повернутий вгору ніс
- клаповухість,
- соколоподібний ніс або м'якотні губи
- сильно бігаючі очі, скупа борода, лисина
- нечутливість до болю, довгі руки.